# Rottenschwil
Rottenschwil é uma comuna da Suíça, no Cantão Argóvia, com cerca de 824 habitantes. Estende-se por uma área de 4,49 km², de densidade populacional de 184 hab/km². Confina com as seguintes comunas: Aristau, Besenbüren, Hermetschwil-Staffeln, Jonen, Oberlunkhofen, Unterlunkhofen.
A língua oficial nesta comuna é o Alemão.